# Кућа Јована Карамате
Кућа Јована Карамате је једноспратница академика Јована Карамате, коју је овај угледни београдски научник изградио у једној од најстаријих улица у Старом језгру Земуна, у подножју брда Гардош, у зидном платну Његошеве улице (некад Светониколајевска), од Фрушкогорске (некад Пробусова) и Гајеве (некад Рачја, па Таурунска), на броју 18. Карамата је ову локацију за градњу куће изабрао јер је желео да буде у непосредном суседству старе, барокне породичне куће Караматиних, у улици Караматина, која је она имала са већим прекидима од 1897. године, до данас.

## Краћа биографија власника
Јован Карамата (Загреб, 1. фебруар 1903 — Женева, 14. август 1967) био је један од највећих српских математичара 20. века, у време почетка градње куће 1933. године, доцент Филосовског факултета Универзитета у Београду.
Био је универзитетски професор у Београду од 1930. до 1950. године са краћим прекидом током Другог светског рата. Прешао је 1950. године, по позиву, на Женевски универзитет где је остао до смрти.
Творац је школе теорије реалних функција. Аутор је теорије правилно променљивих функција, која је значајна у савременој теорији вероватноће. Написао је и низ радова који и данас, после неколико деценија од њиховог објављивања служе као полазишта у математичким истраживањима.
Дописни члан Српске краљевске академије постао је 1939, а редовни члан Српске академије наука и уметности 1948. године.

## Пројектовање, изградња и изглед куће
За изградњу породичне куће Јован Карамата изабрао је плац на јужној парној страни данас, Његошеве улицу у Земуну, у којој су остале зграде  саграђене у 19. веку. Најстарија је угаона приземница с двосливним кровом и дрвеним забатима, у којој се налазила позната кафана „Код плаветне штуке“ (краће „Код штуке“), која је саграђена на прелазу 18. у 19. век.
Карамата, се израду планова своје куће обратио земунском инж. арх. Фрањи Јенчу, искусном пројектанту и практичару, а саму градњу Грађевинском предузећу инж. Александра Сахарова, што је потврђено жигом и потписом инж. Генриха Ридеља.
Арх. Фрања Јенч кућу је конципирао у модернистичком, пуристичком духу, и прочишћеној форми, без орнаменталности, па и у погледу обојености,  са следећим амбијенталним садржајима по нивоима:
- Према основи темеља и подрума, налазили се: перионица, дрварница и подрум.
- У основи приземља налазили се: кухиња, тоалет, остава, дворана, соба и предсобље.
- У основи првог спрата налазили се: млађи (за послугу), купатило, дворана и спаваћа соба.
- У основи крова налази се: кровиште са пресецима.

 
Градња куће која је трајала од 1933. до 1935. године, није завршена према предвиђеном пројекту, већ према нешто измењеном пројекту, што потврђује у архиви сачуване илустрације.

## Статус
Постављањем спомен-обележја, на фасаду куће, 23. априла 2008. године, она је унета у списак земунских знаменитости као: 